# Maasin (Iloilo)
Maasin (Bayan ng Maasin) är en kommun i Filippinerna. Kommunen ligger på ön Panay, och tillhör provinsen Iloilo. Folkmängden uppgår till 30 828 invånare.

## Barangayer
Maasin är indelat i 50 barangayer.
| - Abay - Abilay - Agrocel Pob. - Amerang - Bagacay East - Bagacay West - Bug-ot - Bolo - Bulay - Buntalan - Burak - Cabangcalan - Cabatac - Caigon - Cananghan - Canawili - Dagami | - Daja - Dalusan - DELCAR Pob. (Delgado-Cartage) - Inabasan - Layog - Liñagan Calsada - Liñagan Tacas - Linab - MARI Pob. (Mabini-Rizal) - Magsaysay - Mandog - Miapa - Nagba - Nasaka - Naslo-Bucao - Nasuli - Panalian | - Piandaan East - Piandaan West - Pispis - Punong - Sinubsuban - Siwalo - Santa Rita - Subog - THTP Pob. - Tigbauan - Trangka - Tubang - Tulahong - Tuy-an East - Tuy-an West - Ubian |